# Jean-Paul Brisson
Pour les personnes ayant le même patronyme, voir Brisson.
Jean-Paul Brisson, né le 11 septembre 1918 à Paris et mort le 25 juin 2006 dans la même ville, est un professeur honoraire de langue et civilisation latines à l'université de Paris-X-Nanterre. Il se consacre notamment aux problèmes sociaux de l'Antiquité, à l'Afrique romaine et aux poètes classiques.

## Publications
- Autonomisme et christianisme dans l'Afrique romaine, de Septime Sévère à l'invasion vandale, E. de Boccard, 1958
- Gloire et misère de l'Afrique chrétienne, Bibliothèque chrétienne d'histoire, 1949
- Spartacus, Club français du livre, 1959, 1969, réédition CNRS Éditions, 2011
- Traité des Mystères d'Hilaire de Poitiers, édition bilingue, les Éditions du Cerf, 2005
- Carthage ou Rome, Fayard, 1973.
- Rome et l'âge d'or,  de Catulle à Ovide, histoire d'un mythe, La Découverte, 1992.
- Virgile, son temps et le nôtre, François Maspero, 1966